# Chi Bồ kết
Chi Bồ kết (danh pháp khoa học: Gleditsia, còn viết là Gleditschia) là một chi chứa các loài bồ kết trong phân họ Vang (Caesalpinioideae) của họ Đậu (Fabaceae), có nguồn gốc tại Bắc Mỹ và châu Á. Tên gọi khoa học của nó là để ghi công Johann Gottlieb Gleditsch, giám đốc Vườn thực vật Berlin, mất năm 1786.

## Mô tả
Cây gỗ hay cây bụi, lá sớm rụng. Thân và cành thường có gai đơn hoặc phân nhánh, mập. Lá mọc so le, thường thành cụm, lá chét lông chim đôi đơn giản và lông chim kép thường trên cùng một cây; lá kèm chóng tàn, nhỏ; cuống lá và lá chét lông chim có rãnh; lá chét nhiều, mọc gần đối hoặc so le, đáy xiên hoặc gần đối xứng, mép lá răng cưa hoặc khía tai bèo, hiếm khi nguyên. Phát hoa ở nách lá, hiếm khi ở đầu cành, mọc thành chùm hoa hay cành hoa, hiếm khi là chùy hoa. Hoa đa tính hoặc đơn tính khác gốc, màu lục nhạt hoặc trắng ánh xanh lục. Đế hoa hình chuông, bên ngoài có lông tơ. Đài hoa 3-5 thùy; các thùy gần bằng nhau. Cánh hoa 3-5, hơi không đều nhau,dài gần bằng hoặc dài hơn một chút so với các thùy của đài hoa. Nhị hoa 6-10, thò ra, hơi phẳng, rộng, có lông quăn từ giữa trở xuống; bao phấn đính lưng. Bầu nhụy không cuống hay có cuống ngắn; noãn 1 đến nhiều; vòi nhụy ngắn; đầu nhụy ở đỉnh. Quả đậu hình trứng hoặc elip, phẳng hoặc gần thuôn tròn.

## Phân bố
Từ Trung Á tới Đông Nam Á, Bắc Mỹ và Nam Mỹ.

## Loài
Có 15 loài trong chi này:
- Gleditsia amorphoides (Griseb.) Taub.
- Gleditsia aquatica Marshall: Bồ kết nước
- Gleditsia assamica Bor
- Gleditsia australis F. B. Forbes & Hemsl.: Bồ kết quả nhỏ, bồ kết, bù kết, chùm kết, châm kết, mận kết, bồ kếp, tạo giác.
- Gleditsia caspia Desf.: Bồ kết Caspi
- Gleditsia delavayi Franchet
- Gleditsia fera (Lour.) Merr.: Bồ kết Hoa Nam, tạo giác, chùm kết.
- Gleditsia ferox Desf.
- Gleditsia japonica Miq.: Bồ kết núi hay bồ kết Nhật Bản
- Gleditsia macracantha Desf.
- Gleditsia microphylla Isely: Bồ kết dại
- Gleditsia pachycarpa Balansa ex Gagnep.: Bồ kết quả dày.
- Gleditsia sinensis Lam.: Bồ kết Trung Quốc
- Gleditsia texana Sarg.: Bồ kết Texas, đôi khi được coi là loài lai ghép (G. aquatica × G. triacanthos)
- Gleditsia triacanthos L.: Bồ kết ba gai

## Sử dụng y học
G. sinensis là một trong 50 vị thuốc cơ bản của y học cổ truyền Trung Hoa, tại đây người ta gọi nó là tạo giáp (皂荚).

## Hình ảnh

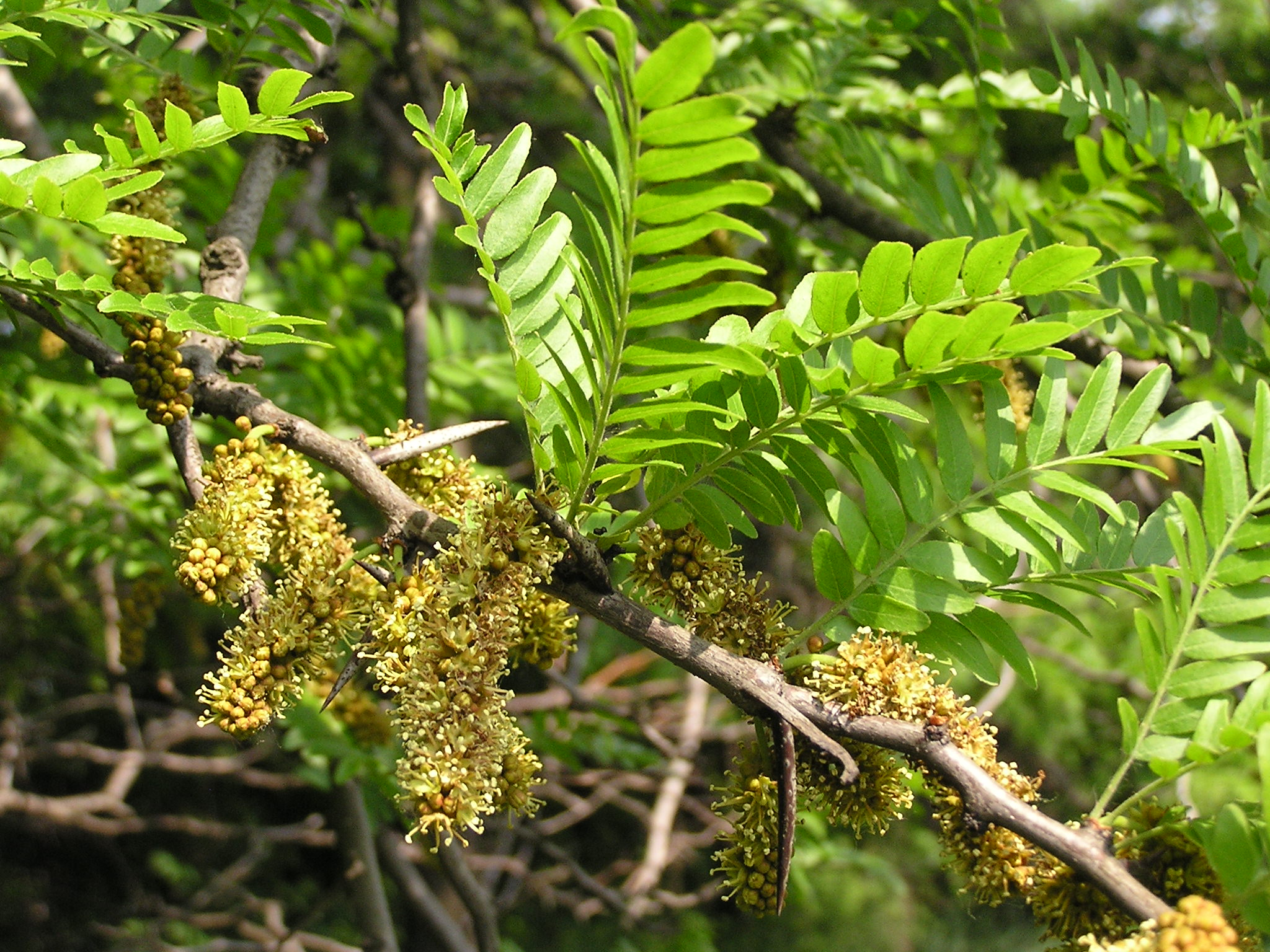
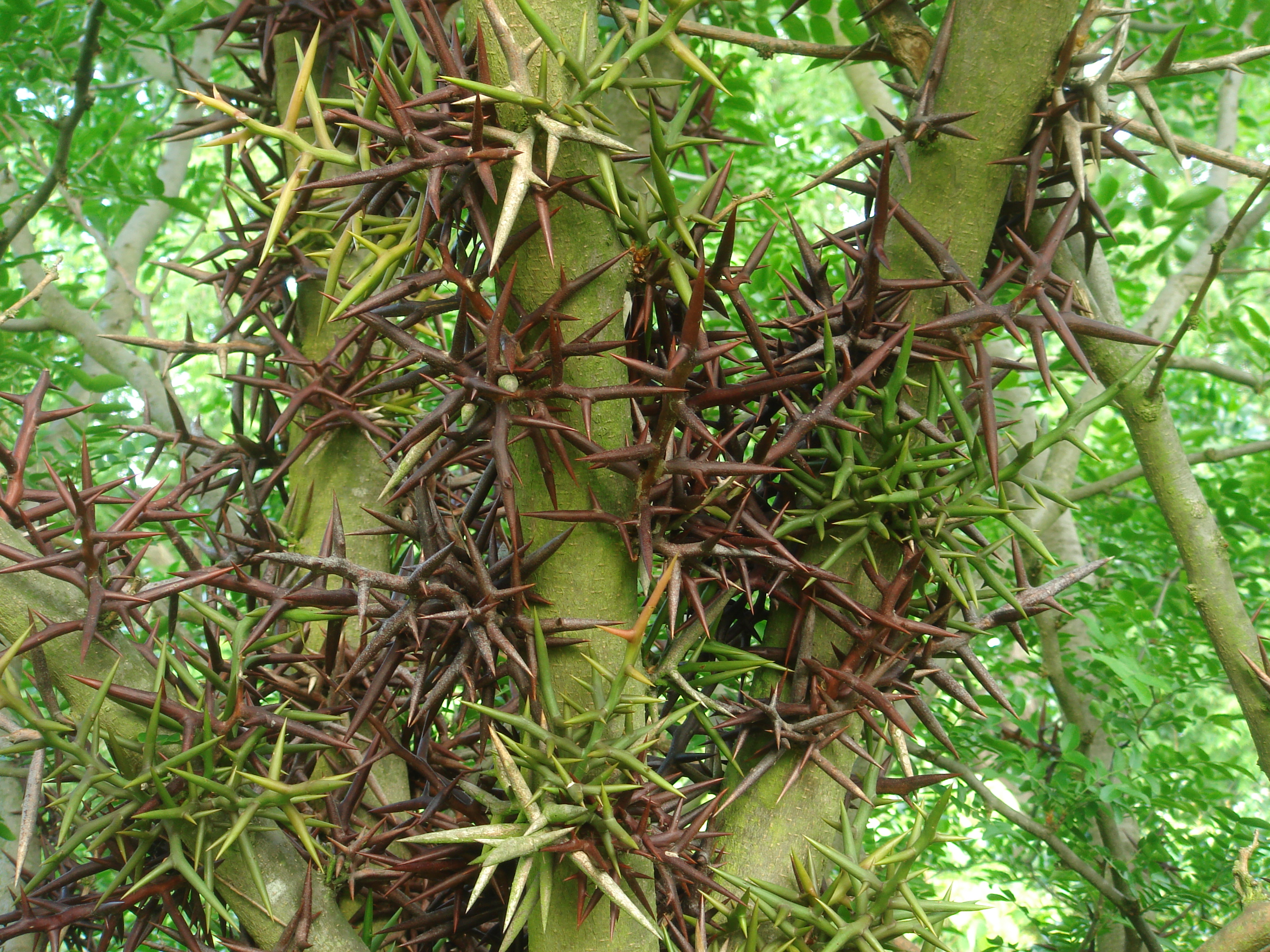
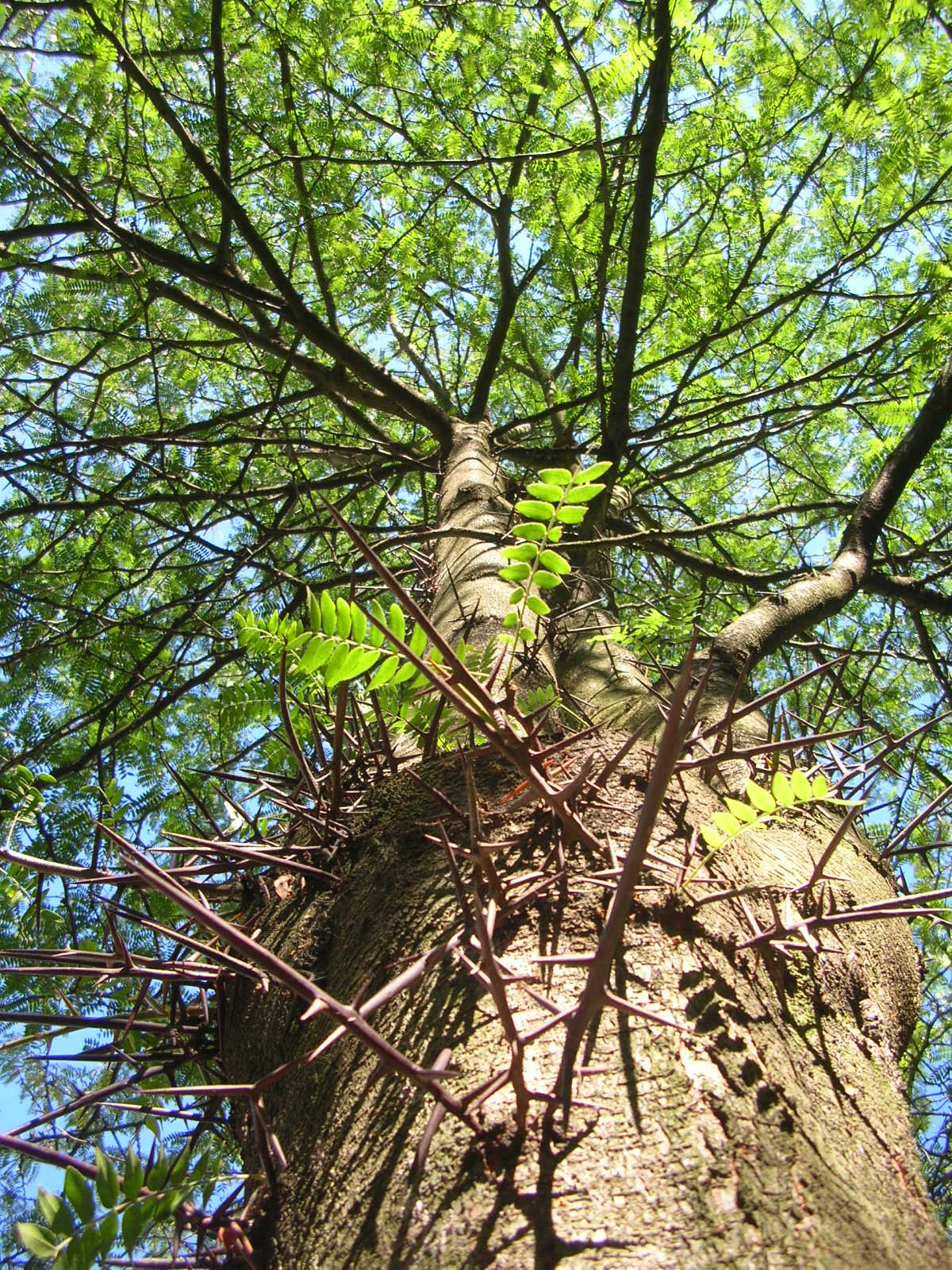
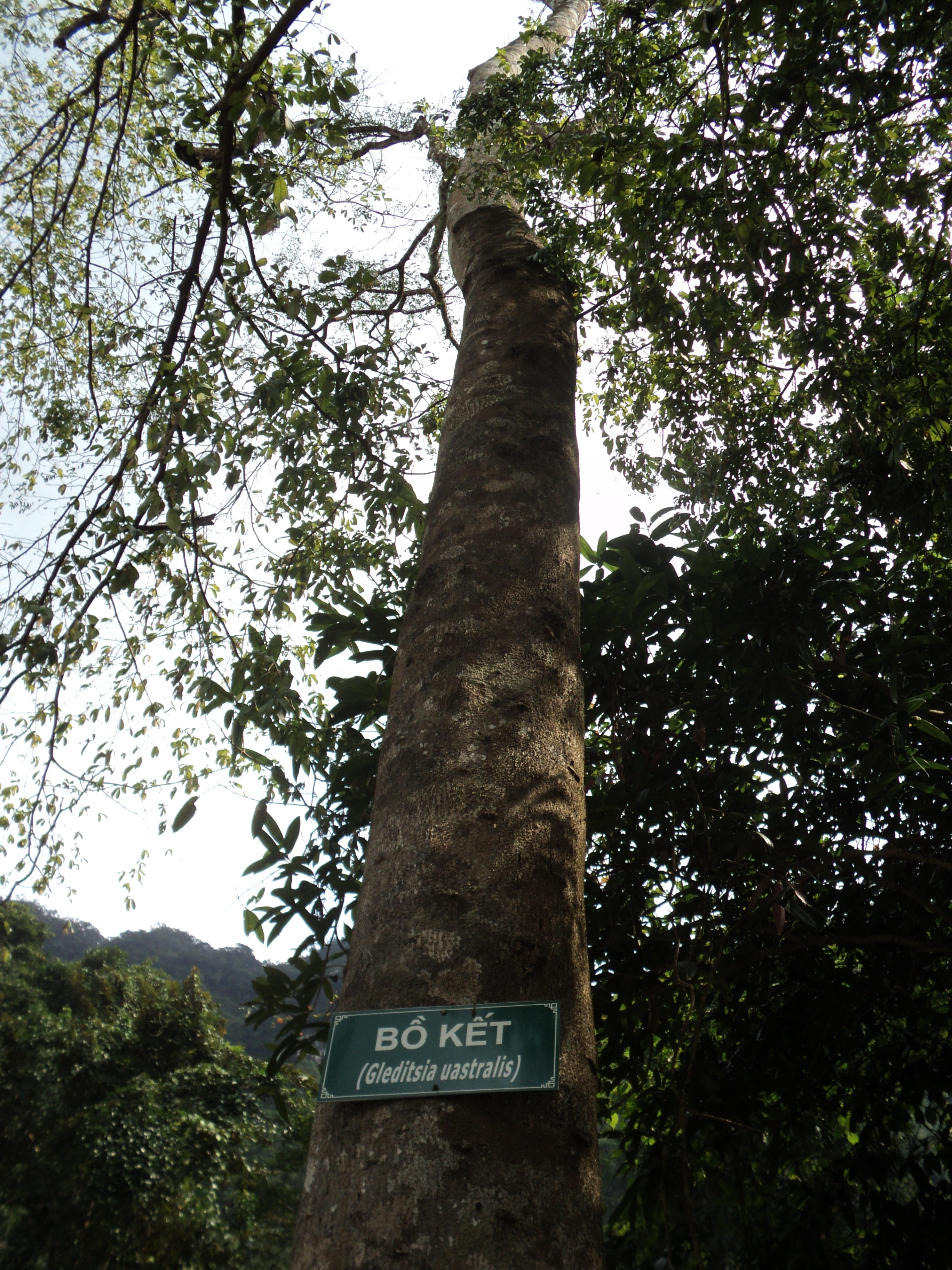
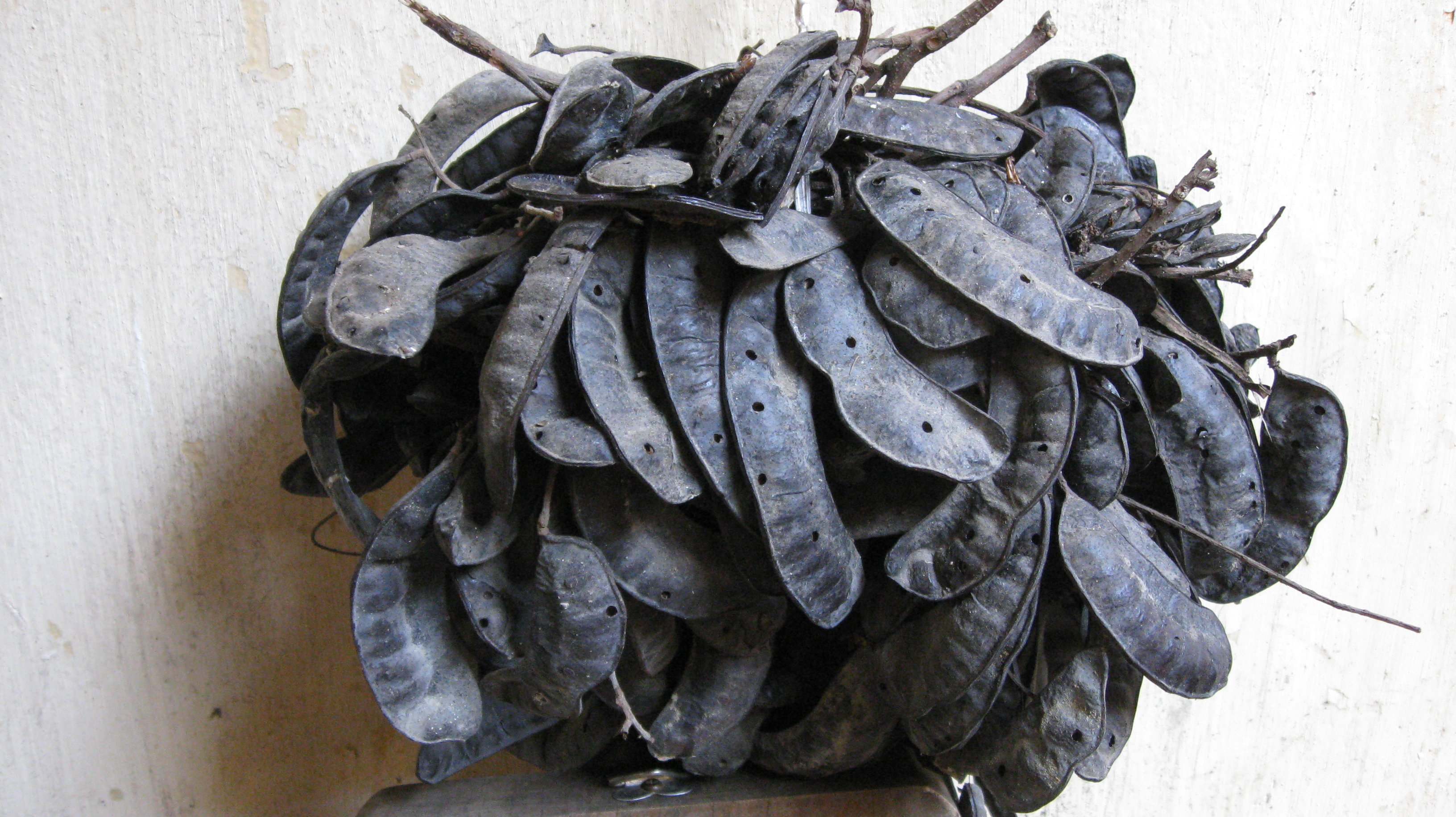
Bồ kết khô, khi dùng gội đầu thì đun sôi với vỏ bưởi cho thơm rồi chắt lấy nước